# Trofeo Alfredo Binda - Comune di Cittiglio 2025
Il Trofeo Alfredo Binda - Comune di Cittiglio 2025, quarantanovesima edizione della corsa e valevole come sesta prova dell'UCI Women's World Tour 2025 categoria 1.WWT, si svolse il 16 marzo 2025 su un percorso di 152 km, con partenza da Luino ed arrivo a Cittiglio, in Italia. La vittoria fu appannaggio dell'italiana Elisa Balsamo, la quale completò il percorso in 4h00'19", alla media di 37,95 km/h, precedendo l'ungherese Blanka Vas e la britannica Cat Ferguson.
Sul traguardo di Cittiglio 95 cicliste, delle 142 accreditate alla partenza, portarono a termine la competizione.

## Squadre e corridori partecipanti
| N.      | Cod. | Squadra                    |
| ------- | ---- | -------------------------- |
| 1-6     | LTK  | Lidl-Trek                  |
| 11-16   | UAD  | UAE Team ADQ               |
| 21-26   | TFS  | FDJ-Suez                   |
| 31-36   | SDW  | Team SD Worx-Protime       |
| 41-46   | CSZ  | Canyon-SRAM Zondacrypto    |
| 51-56   | TVL  | Team Visma-Lease a Bike    |
| 61-66   | AGS  | AG Insurance-Soudal Team   |
| 71-76   | CTC  | Ceratizit Pro Cycling Team |
| 81-86   | FDC  | Fenix-Deceuninck           |
| 91-96   | HPH  | Human Powered Health       |
| 101-106 | LIV  | Liv AlUla Jayco            |
| 111-116 | MOV  | Movistar Team              |

| N.      | Cod. | Squadra                               |
| ------- | ---- | ------------------------------------- |
| 121-125 | CGS  | Roland                                |
| 131-136 | TPP  | Team Picnic PostNL                    |
| 141-146 | UXM  | Uno-X Mobility                        |
| 151-156 | CWT  | Cofidis Women Team                    |
| 161-166 | EFO  | EF Education-Oatly                    |
| 171-176 | LKF  | Laboral Kutxa-Fund. Euskadi           |
| 181-186 | VAI  | Aromitalia 3T Vaiano                  |
| 191-196 | BPK  | BePink-Imatra-Bongioanni              |
| 201-206 | BZB  | Born to Win BTC City Ljubljana Zhiraf |
| 211-216 | SBT  | Isolmant-Premac-Vittoria              |
| 221-226 | MDS  | Team Mendelspeck E-Work               |
| 231-236 | TOP  | Top Girls Fassa Bortolo               |

## Ordine d'arrivo (Top 10)
| Pos. | Corridore             | Squadra   | Tempo      |
| ---- | --------------------- | --------- | ---------- |
| 1    | Elisa Balsamo         | Lidl      | 4'h00'19"' |
| 2    | Blanka Vas            | SD Worx   | s.t.       |
| 3    | Cat Ferguson          | Movistar  | s.t.       |
| 4    | Marianne Vos          | Visma     | s.t.       |
| 5    | Letizia Paternoster   | Liv AlUla | s.t.       |
| 6    | Noemi Rüegg           | EF        | s.t.       |
| 7    | Puck Pieterse         | Fenix     | s.t.       |
| 8    | Monica Trinca Colonel | Liv AlUla | s.t.       |
| 9    | Kimberley Le Court    | AG        | s.t.       |
| 10   | Elisa Longo Borghini  | UAE       | s.t.       |